# Kocahıdır, İpsala
Kocahıdır là một thị trấn thuộc huyện İpsala, tỉnh Edirne, Thổ Nhĩ Kỳ. Dân số thời điểm năm 2011 là 1.159 người.